# حسام سلامه
حسام سلامه (عربی مصری: حسام سلامة؛ زادهٔ ۱۵ نوامبر ۱۹۸۳) یک بازیکن فوتبال اهل مصر است.
وی همچنین در تیم ملی فوتبال مصر بازی کرده است.